# Pavel Mjaleška
Pavel Alehavič Mjaleška (in bielorusso Павел Алегавіч Мялешка?; Slonim, 24 novembre 1992) è un giavellottista bielorusso.

## Palmarès
| Anno | Manifestazione  | Sede    | Evento                 | Risultato | Prestazione | Note |
| ---- | --------------- | ------- | ---------------------- | --------- | ----------- | ---- |
| 2011 | Europei U20     | Tallinn | Lancio del giavellotto | Bronzo    | 76,59 m     |      |
| 2013 | Europei U23     | Tampere | Lancio del giavellotto | 10º       | 71,78 m     |      |
| 2017 | Mondiali        | Londra  | Lancio del giavellotto | 27º (q)   | 75,33 m     |      |
| 2018 | Europei         | Berlino | Lancio del giavellotto | 23º (q)   | 73,55 m     |      |
| 2019 | Mondiali        | Doha    | Lancio del giavellotto | 27º (q)   | 75,14 m     |      |
| 2021 | Giochi olimpici | Tokyo   | Lancio del giavellotto | 10º       | 82,28 m     |      |

## Altre competizioni internazionali
2019
- Argento agli Europei a squadre ( Sandnes), lancio del giavellotto - 77,94 m

2021
- Bronzo in Coppa Europa di lanci ( Spalato), lancio del giavellotto - 82,55 m